# Omar al-Rasheedi
Omar al-Rasheedi (* 10. November 1984) ist ein Mittel- und Langstreckenläuferin für die Vereinigten Arabischen Emirate, der auch im Hindernislauf an den Start ging. 

## Sportliche Laufbahn
Erste internationale Erfahrungen sammelte Omar al-Rasheedi vermutlich im Jahr 2001, als er bei den Jugendweltmeisterschaften in Debrecen mit 4:05,71 min in der Vorrunde im 1500-Meter-Lauf ausschied. 2006 nahm er erstmals an den Asienspielen in Doha teil und belegte dort in 9:18,91 min den neunten Platz im Hindernislauf. 2007 gelange er bei den Asienmeisterschaften in Amman mit 4:14,88 min auf Rang 13 über 1500 Meter. Anschließend gewann er bei den Hallenasienspielen in Macau in 3:50,58 min die Silbermedaille über 1500 Meter hinter dem Inder Chatholi Hamza und wurde in 8:13,15 min Vierter im 3000-Meter-Lauf und gelangte mit der emiratischen 4-mal-400-Meter-Staffel mit 3:23,25 min auf Rang sechs. 2009 belegte er bei den Hallenasienspielen in Hanoi in 3:46,69 min den vierten Platz über 1500 Meter und gelangte mit 8:19,65 min auf Rang fünf über 3000 Meter. Anschließend klassierte er sich bei den Asienmeisterschaften in Guangzhou mit 3:55,02 min auf dem neunten Platz über 1500 Meter und wurde in 8:21,80 min Zwölfter über 3000 m Hindernis. Im Jahr darauf nahm er erneut an den Asienspielen ebendort teil und verpasste dort mit 3:54,54 min den Finaleinzug über 1500 Meter. 
2011 erreichte er bei den Asienmeisterschaften in Kōbe mit 3:57,42 min auf den elften Platz über 1500 Meter. Anschließend belegte er bei den Panarabischen Spielen in Doha in 3:41,47 min den achten Platz. Im Jahr darauf gewann er bei den Hallenasienmeisterschaften in Hangzhou in 3:59,83 min die Silbermedaille hinter dem Katari Mohamad al-Garni. 2013 gelangte er bei den Arabischen Meisterschaften in Doha mit 3:46,62 min auf den achten Platz über 1500 Meter und kam anschließend bei den Islamic Solidarity Games in Palembang nicht ins Ziel. Im Jahr darauf schied er bei den Asienspielen in Incheon mit 3:54,30 min erneut in der Vorrunde über 1500 Meter aus. 
2006 wurde al-Rasheedi emiratischer Meister im 800-Meter-Lauf sowie 2007 über 1500 Meter.

## Persönliche Bestleistungen
- 800 Meter: 1:49,56 min, 14. Juni 2012 in Velenje
  - 800 Meter (Halle): 1:53,0 min, 19. Februar 2012 in Hangzhou
- 1000 Meter: 2:21,46 min, 13. Juni 2010 in Zeulenroda
- 1500 Meter: 3:39,77 min, 11. Juni 2009 in Algier
  - 1500 Meter (Halle): 3:46,69 min, 2. November 2009 in Hanoi
- 3000 Meter: 8:29,54 min, 1. August 2008 in Bochum
  - 3000 Meter (Halle): 8:13,54 min, 1. November 2007 in Macau (Emiratischer Rekord)
- 3000 m Hindernis: 8:35,62 min, 29. Mai 2008 in Algier